# Tacoma Narrows Bridge
Tacoma Narrows Bridge är en 1 822 meter lång, dubbel hängbro över sundet Tacoma Narrows i Pugetsundet ungefär nio kilometer väster om centrala Tacoma i delstaten Washington, USA.

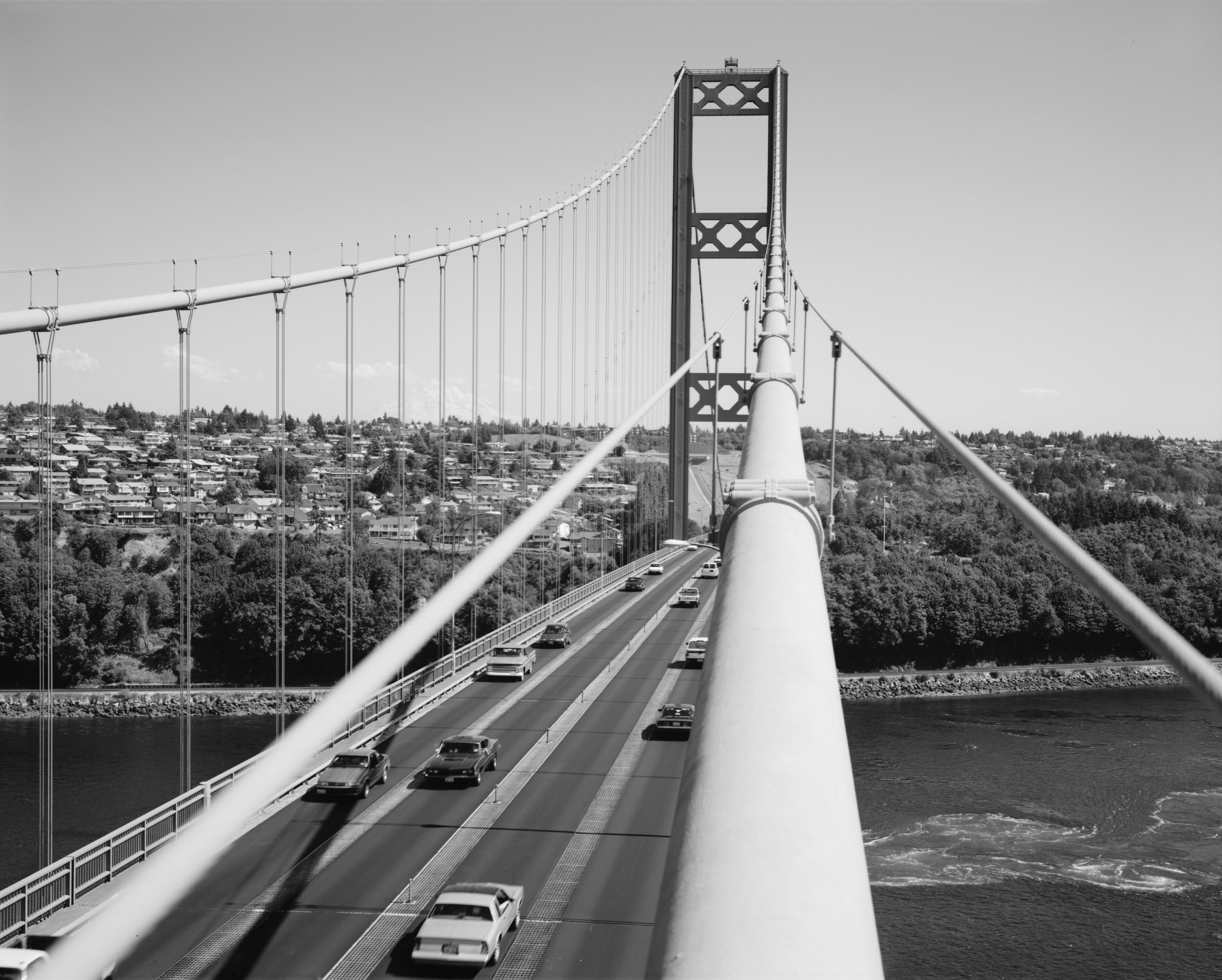
Tacoma Narrows bridge från 1950.

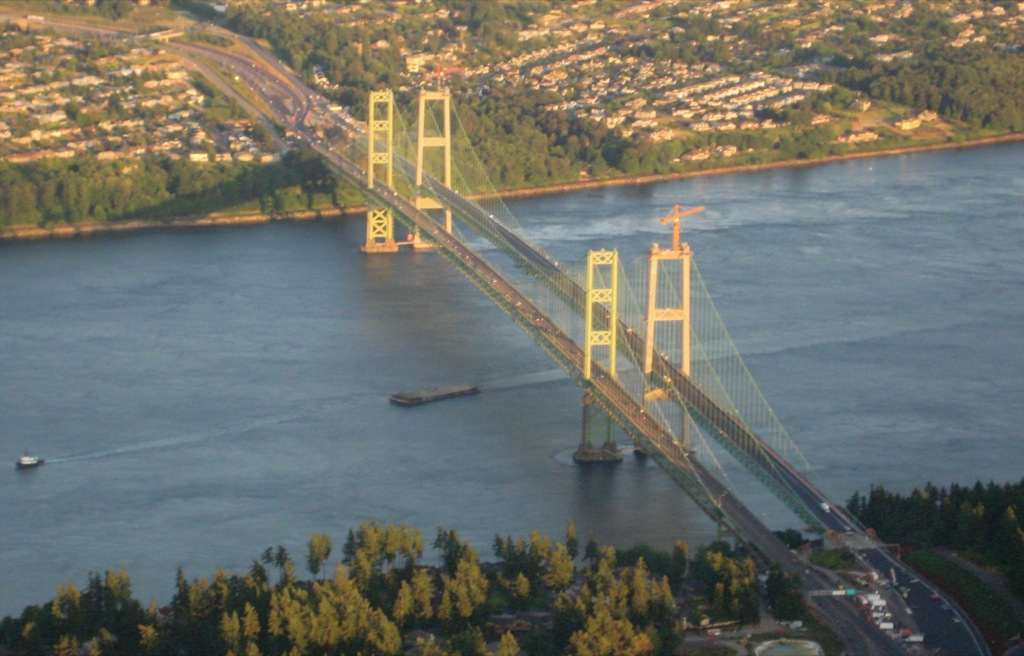
Tacoma Narrows bridge från nordväst 2007 då den sydvästra bron byggs.

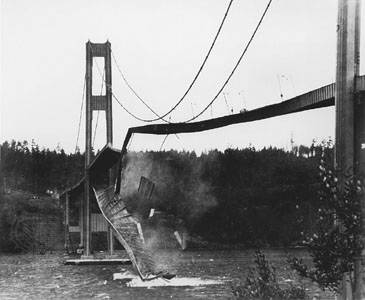
Tacoma Narrows bridge kollapsar 7 november 1940

Den första bron som byggdes över sundet öppnades för trafik 1 juli 1940. Brons huvudspann var 853 meter, bredden var 11,9 meter och däckkonstruktionens höjd 2,4 meter. Detta gjorde att bron var ovanligt smal i förhållande till sin längd jämfört med andra broar som  hade byggts vid denna tid. Även I-balkarna längs brons sidor som skulle göra bron styv var låga i förhållande till brons längd, vilket gjorde konstruktionen slank och vek.
Bron blev snart känd som "Galloping Gertie" (Galopperande Gertie) för sin tendens att komma i transversell svängning vid vissa vindhastigheter, det vill säga att bron bildade dalar och toppar längs sin sträckning.
Den 7 november 1940 var en blåsig dag med en stadig vind på omkring 18 m/s (40 miles/hour), vilket var en stark men inte på något sätt extrem vindhastighet. Frekvensen på de virvlar som bildades vid denna vindhastighet stämde olyckligtvis överens med en av brons egenfrekvenser som därför började svänga med en alltmer ökande amplitud i en svängningsform där vägbanan vred sig runt brons längdaxel - en torsionssvängning.
Denna rörelse medförde betydande tillkommande och oförutsedda belastningar på vajrarna som skulle hålla uppe vägbanan. Till slut rasade hela huvudspannet den 7 november 1940, bara 4 månader efter brons invigning.
När man konstruerade bron beaktade man de stadigvarande krafterna från brons tyngd samt från starka vindar. Däremot var kunskapen vid denna tid begränsad om svängnings- eller vibrationsförlopp som kan uppstå när bron utsätts för laster som varierar i tiden, till exempel virvlar från vindens strömning. Detta ledde till en olämplig konstruktion som kom i självsvängning vid vissa vindhastigheter och slutligen orsakade brons kollaps.
År 1950 öppnades en ny hängbro över Tacoma Narrows med två körfält i vardera riktningen. Den nya bron var 18,3 meter bred med en 10 meter djup  däckkonstruktion.
På sydvästra sidan om den bron öppnades 15 juli 2007 ytterligare  en hängbro varvid bron från 1950 blev enkelriktad mot nordväst och den nya enkelriktad mot sydost. Den senaste bron har 155 meter höga pyloner i betong och är förberedd för ett andra däck för bil- eller snabbspårvägstrafik.